# Gladsheim Peak
Gladsheim Peak är en bergstopp i Kanada.   Den ligger i provinsen British Columbia, i den södra delen av landet, 3 100 km väster om huvudstaden Ottawa. Toppen på Gladsheim Peak är 2 430 meter över havet.
Terrängen runt Gladsheim Peak är bergig åt nordost, men åt sydväst är den kuperad.Trakten runt Gladsheim Peak är nära nog obefolkad, med mindre än två invånare per kvadratkilometer.. Närmaste större samhälle är Slocan, 12,1 km öster om Gladsheim Peak.
I omgivningarna runt Gladsheim Peak växer i huvudsak barrskog.